# Проєкт «Флорида»
Проєкт «Флорида» (англ. The Florida Project) — американський драматичний фільм 2017 року режисера Шона Бейкера. У головних ролях — Віллем Дефо, Бруклін Прінс, Бріа Вінайт. Прем'єра відбулася на Каннському кінофестивалі у травні 2017 року. У прокат фільм вийшов 6 жовтня 2017 року у США.

## Сюжет
Колишня стриптизерка Гейлі разом зі своєю шестирічною дочкою Муні живе в бюджетному мотелі «Чарівний замок» за межами Орландо, штат Флорида, неподалік від всесвітньо відомого парку розваг Walt Disney World, куди постійно спрямовуються натовпи заможних туристів. Безробітна Гейлі ледь зводить кінці з кінцями, перебиваючись випадковими і не завжди легальними заробітками. Хоча правилами мотелю заборонена довготривала оренда номерів, менеджер «Чарівного замку» Боббі робить все можливе, щоб малозабезпечені постояльці, яких у його закладі вистачає, не втратили даху над головою. Крім того, Боббі поблажливо ставиться до витівок дитячої ватаги під проводом жвавої і не по роках зухвалої Муні. Під час літніх канікул хуліганисті дітлахи щосили граються, вони далекі від розуміння дорослих проблем, з якими вже впритул зіткнулися їхні батьки.

## У ролях
- Віллем Дефо — Боббі Гікс, менеджер мотелю «Чарівний замок»[4]
- Бруклін Прінс — Муні[5]
- Бріа Вінайте — Гейлі[5]
- Валерія Котто — Джансі, внучка Стейсі і подруга Муні
- Мела Мердер — Ешлі, мати Скуті і подруга Гейлі
- Крістофер Рівера — Скуті, син Ешлі і друг Муні
- Калеб Лендрі Джонс — Джек Гікс, син Боббі[6]
- Мейкон Блейр — Джон, турист